# Primeiro-ministro da Transnístria
O Presidente do Governo da República Moldava Pridnestroviana, também conhecido informalmente como o Primeiro-Ministro da Transnístria, é o Chefe de Governo de fato da não reconhecida República Moldava Pridnestroviana, que é parte de jure da Moldávia.
O atual Primeiro-Ministro é Aleksandr Rosenberg, desde 30 de maio de 2022, sob a presidência de Vadim Krasnoselski.

## História
De 3 de setembro a 29 de novembro de 1990, houve um cargo separado de Presidente do Governo (Conselho de Ministros), o substituto foi Stanislav Moroz. Depois disso, o cargo de Primeiro-Ministro foi abolido. Até 2012, o Chefe de Governo era o Presidente.
O cargo de Primeiro-Ministro da Transnístria foi introduzido em 1º de janeiro de 2012, de acordo com as alterações feitas em junho de 2011 à Constituição da Transnístria.

## Lista de Presidentes do Governo da Transnístria
| Nº | Primeiro-Ministro                       | Primeiro-Ministro   | Início do Mandato              | Fim do Mandato                 | Partido      |
| -- | --------------------------------------- | ------------------- | ------------------------------ | ------------------------------ | ------------ |
| 1  | Pyotr Petrovich Stepanov                |                     | 18 de janeiro de 2012          | 20 de junho de 2013            | Independente |
| 2  | Tatyana Mikhailovna Turanskaya          |                     | 20 de junho de 2013 (interina) | 10 de julho de 2013 (interina) | Independente |
| 2  | Tatyana Mikhailovna Turanskaya          | 10 de julho de 2013 | 2 de dezembro de 2015          |                                | Independente |
|    | Maya Ivanovna Parnas (interina)         |                     | 2 de dezembro de 2015          | 23 de dezembro de 2015         | Independente |
| 3  | Pavel Nikolayevich Prokudin             |                     | 23 de dezembro de 2015         | 17 de dezembro de 2016         | Independente |
| 4  | Alexander Vladimirovich Martynov        |                     | 17 de dezembro de 2016         | 26 de maio de 2022             | Independente |
|    | Stanislav Mikhailovich Kasap (interino) |                     | 26 de maio de 2022             | 29 de maio de 2022             |              |
| 5  | Aleksandr Rozenberg                     |                     | 30 de maio de 2022             | Atualidade                     | Independente |